# Burmanniaceae
Famille
Classification APG III (2009)
La famille des Burmanniacées regroupe des plantes monocotylédones.
Ce sont des plantes herbacées, parfois filamenteuses et saprophytes, à feuilles parfois réduites à de simples écailles. Elles sont annuelles ou pérennes et sont largement répandues des régions tempérées à tropicales. 

## Étymologie
Le nom vient du genre Burmania qui commémore le botaniste néerlandais Johannes Burman (1707-1780) contemporain de Linné. Burman présenta le botaniste George Clifford (1685-1760) à Linné, dont il résulta une étroite collaboration entre les deux hommes. Burman était spécialiste de la flore du Sri Lanka, de l'île de Ambon (Indonésie)  et du Cap.

## Liste des genres
La classification phylogénétique APG II (2003) étend cette famille à toutes les plantes de la famille des Thismiacées.
Selon World Checklist of Selected Plant Families (WCSP) (20 juillet 2017) :
- Afrothismia Schltr. (1906)
- Apteria Nutt. (1834)
- Burmannia L. (1753)
- Campylosiphon Benth. (1882)
- Cymbocarpa Miers (1840)
- Dictyostega Miers (1840)
- Geomitra Becc. (1878)
- Gymnosiphon Blume (1827)
- Haplothismia Airy Shaw (1952)
- Hexapterella Urb. (1903)
- Marthella Urb. (1903)
- Miersiella Urb. (1903)
- Oxygyne Schltr. (1906)
- Saionia Hatus. (2015).
- Thismia Griff. (1845)
- Tiputinia P.E.Berry & C.L.Woodw. (2007)

Selon NCBI (20 juillet 2017) :
- Afrothismia
- Apteria
- Burmannia
- Campylosiphon
- Cymbocarpa
- Dictyostega
- Geomitra
- Gymnosiphon
- Haplothismia
- Hexapterella
- Oxygyne
- Tiputinia

Selon ITIS (20 juillet 2017) :
- Apteria Nutt.
- Burmannia L.
- Cymbocarpa Miers
- Gymnosiphon Blume

Selon DELTA Angio (15 avr. 2010) :
- Apteria
- Burmannia
- Campylosiphon
- Cymbocarpa
- Dictyostega
- Gymnosiphon
- Hexapterella
- Marthella
- Miersiella

Selon Angiosperm Phylogeny Website (20 mai 2010) :
- Afrothismia (Engl.) Schltr.
- Apteria Nutt.
- Burmannia L.
- Campylosiphon Benth.
- Cymbocarpa Miers
- Dictyostega Miers
- Geomitra Becc.
- Gymnosiphon Blume
- Haplothismia Airy Shaw
- Hexapterella Urb.
- Marthella Urb.
- Miersiella Urb.
- Oxygyne Schltr.
- Scaphiophora Schltr.
- Thismia Griff.